# Universidad Oakwood
La Universidad Oakwood es una universidad adventista privada, históricamente negra, en Huntsville, Alabama. Es la única HBCU propiedad de la Iglesia Adventista del Séptimo Día y operada por ella. 

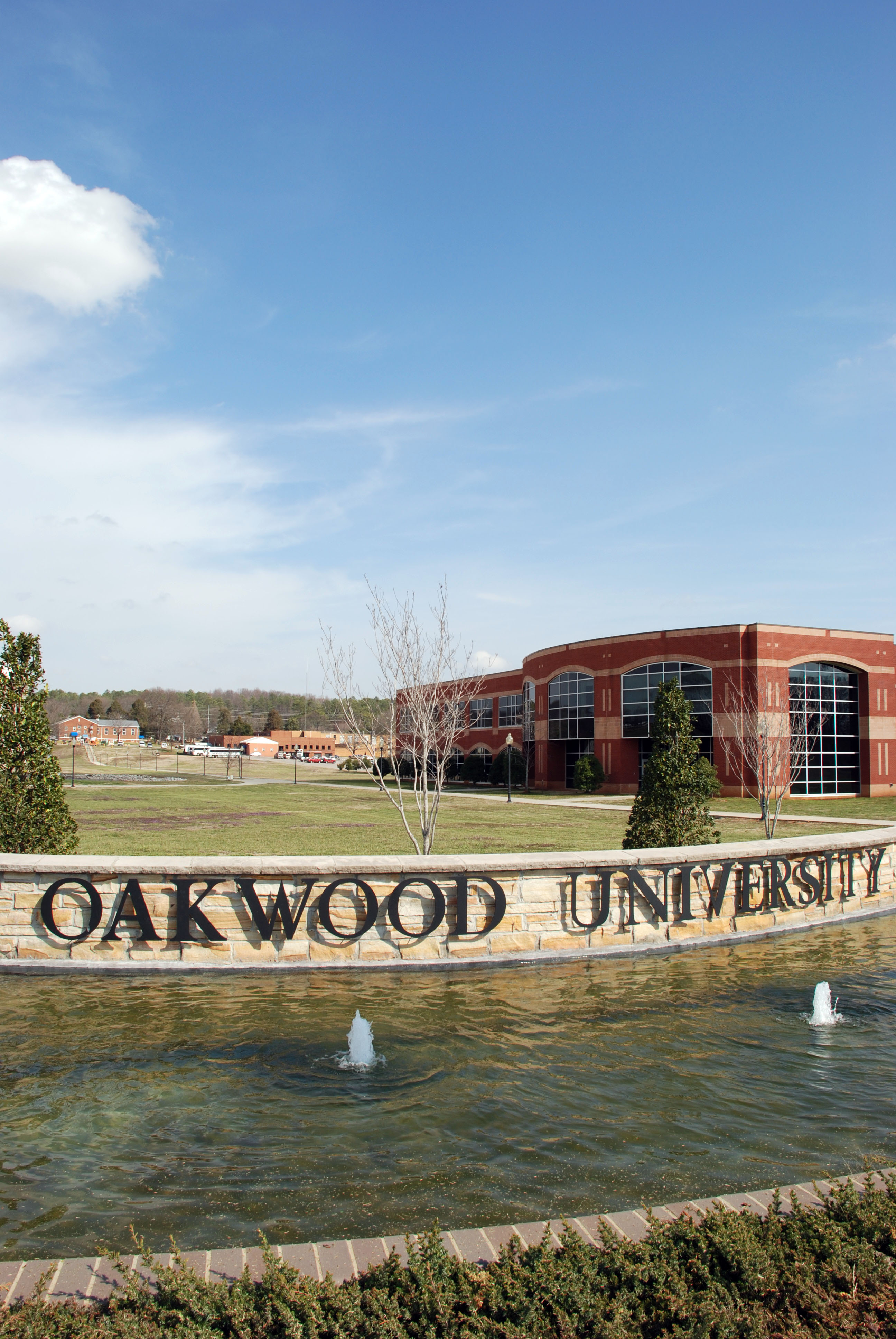
Universidad

La Universidad de Oakwood está acreditada por la Asociación de Colegios y Escuelas del Sur (SACS) y el Departamento de Educación de la Conferencia General de los Adventistas del Séptimo Día (a través de la Asociación de Acreditación Adventista) para otorgar títulos de asociado, bachillerato y maestría.
Posee y opera la estación de radio cristiana WJOU 90.1 FM, anteriormente WOCG. 
Es la única HBCU con certificación ISO 9001 en los Estados Unidos. 
En 2014, se convirtió en la primera HBCU en ofrecer un curso masivo abierto en línea (MOOC). 
En 2018, el Senado de los Estados Unidos reconoció a la Universidad de Oakwood por ser el quinto productor líder de solicitantes afroamericanos para las facultades de medicina de los Estados Unidos.  Ese mismo año, la universidad se convirtió en la primera institución académica en recibir el premio Crystal Apple 2018 de Partnership for a Healthier America por sus iniciativas de bienestar en el campus.  

## Historia

### Primeros años
La Universidad de Oakwood tiene sus orígenes en el esfuerzo post- civil y post- esclavitud para financiar la educación superior para los afroamericanos que habían sido liberados en el Sur.   En respuesta al consejo de Elena G. White, cofundadora de la Iglesia Adventista del Séptimo Día,  la Conferencia General de la Iglesia Adventista del Séptimo Día nombró un comité para comprar propiedades y crear una escuela que ofrezca educación vocacional y dirección espiritual a africanos - estudiantes americanos.  En enero de 1896,  el comité compró un 360 acres (1,5 km²)   antigua plantación por $6.700.   Ese mismo año, se fundó la Universidad Oakwood como Escuela Industrial Oakwood en Huntsville, Alabama, bajo la autoridad de la Conferencia General. 
Llamado así por los robles que lo rodean y la creencia de los líderes blancos de la Iglesia ASD de que el trabajo industrial es adecuado para los afroamericanos del sur, inicialmente se requería que los estudiantes trabajaran en puestos industriales en el campus para pagar su matrícula. Sus trabajos incluían talleres mecánicos y trabajos agrícolas para estudiantes varones y trabajos de imprenta, lavandería y sastrería para estudiantes mujeres. Las clases comenzaron en noviembre de 1896 con 16 estudiantes matriculados. Solon Marquis Jacobs fue el primer director de la escuela a partir de 1896, y en 1917, James Irving Beardsley fue nombrado primer presidente. Ese mismo año, la escuela ofrecía un programa de teología, así como programas para diversos oficios, como agricultura, enseñanza, albañilería y preenfermería. Antes de 1917, la escuela pasó a llamarse Huntsville Training School y Oakwood Manual Training School antes de convertirse en Oakwood Junior College.

### Activismo social
En 1931, después de años de quejas de los estudiantes sobre las condiciones escolares, incluidos "horarios de trabajo pesados, salarios bajos, la incapacidad de acumular créditos académicos debido a la carga de trabajo" y la segregación racial en el campus, los estudiantes se declararon en huelga, pidiendo mejores condiciones, artes liberales. programas, más profesores afroamericanos y un presidente afroamericano. En 1932, después de que los estudiantes en huelga dirigieran una serie de mítines de ánimo, discursos y reuniones de adoración y enviaran una carta a la Conferencia General solicitando un cambio, la Conferencia General reclutó a más afroamericanos para el cuerpo docente de Oakwood, convirtiéndolo en predominantemente afroamericano. Además, la Conferencia General invitó primero a dos de los profesores blancos de Oakwood a convertirse en presidente en respuesta a las huelgas y peticiones. Sólo después de que los profesores rechazaron la invitación, se le extendió a James L. Moran, el primer presidente afroamericano de Oakwood. Aunque Moran se convirtió en presidente, la Conferencia General afirmó que un hombre blanco administraría los asuntos comerciales de la escuela y serviría como enlace entre la junta escolar y la Conferencia General, dos funciones que normalmente desempeña el presidente de una institución de educación superior. Fue bajo el liderazgo del presidente Moran que Oakwood obtuvo el estatus de universidad de cuatro años  y pasó a llamarse Oakwood College. 
Debido a las ideologías conservadoras de la Iglesia ASD, la participación inicial de los estudiantes en el movimiento de derechos civiles de las décadas de 1950 y 1960 fue restringida. La postura de no participación de Oakwood, declarada por la Conferencia General, desalentó la participación de los profesores en el movimiento. A pesar de esto, después de que Oakwood recibiera al orador invitado Dr. Martin Luther King Jr. en 1962, y fuera la única institución en Huntsville que lo recibiría, algunos estudiantes de Oakwood se volvieron moderadamente activos en el movimiento. Debido a que las ideologías ASD desalentaban la asociación con aquellos fuera de la Iglesia, los estudiantes de Oakwood estaban desconectados de los de las escuelas vecinas. Además, su acceso a medios de comunicación como la radio y la televisión fue restringido y completamente prohibido en los dormitorios, lo que limitó su conocimiento de los acontecimientos en curso relacionados con el movimiento de derechos civiles.   
Las expectativas de la Iglesia y del Sur respecto de las mujeres obstaculizaron la libertad de las estudiantes de elegir participar en eventos de resistencia civil, si así lo deseaban. Sin embargo, los estudiantes pudieron mantenerse informados sobre las protestas a través de la estación de radio local de propiedad negra WEUP, y los estudiantes varones tuvieron más libertad para elegir si participar en sentadas, oraciones y marchas, boicots de tiendas y otros actos de resistencia no violentos. Sus esfuerzos por integrar las iglesias adventistas blancas locales fueron recibidos con hostilidad por parte de los segregacionistas . Por ejemplo, los funcionarios blancos de la iglesia llamaron a la policía para sacar a los estudiantes negros de los terrenos de la iglesia y alteraron los horarios de sus servicios de adoración para que coincidieran con los horarios de clase de los estudiantes, impidiéndoles asistir. A pesar de los esfuerzos de la Iglesia ASD contra el activismo estudiantil, algunos estudiantes varones de Oakwood formaron coaliciones de activistas con estudiantes de la Universidad Alabama A&amp;M o formaron sus propios pequeños grupos de activistas que intentaron obtener servicio en establecimientos en todo Huntsville que solo atenderían a clientes blancos.   

### Acreditación y crecimiento
Oakwood comenzó con una matrícula inicial de 16 estudiantes en 1896,    y aumentó a más de 100 en 1917 y 200 en 1927. 
Inicialmente fue acreditado como colegio universitario en 1943,  y los primeros títulos de licenciatura de la escuela se otorgaron en 1945.  
Entre 1958 y 1963, Oakwood avanzó hacia la acreditación completa de universidades superiores por parte de la Asociación de Colegios y Escuelas del Sur y se unió al United Negro College Fund en 1964.  
La matrícula de Oakwood llegó a más de 1000 en 1974,  y de 1973 a 1982, el número de graduados aumentó de 124 a 200. 
En 2003, Oakwood ofrecía títulos profesionales y de artes liberales, y tenía una matrícula de aproximadamente 1.700 personas con representación de 38 países.  
En 2008, Oakwood College pasó a llamarse Oakwood University  y fue aprobado para ofrecer un programa de posgrado en religión.  Ese mismo año, la inscripción aumentó a 1.865 con representación de 42 estados de EE. UU. y 30 países.  En el otoño de 2012, la inscripción llegó a 2.019. 
En 2014, se aprobó que Oakwood transfiriera el patrocinio de la Conferencia General al patrocinio de la División Norteamericana.  
En 2016, Oakwood obtuvo la acreditación total de la Asociación Adventista de Acreditación. 

## Académica
Ofrece títulos universitarios y de posgrado a través de las siguientes escuelas: 
- Escuela de Artes y Ciencias
- Escuela de Negocios y Sistemas de Información
- Facultad de Educación y Ciencias Sociales
- Escuela de Enfermería y Profesiones de la Salud
- Escuela de teología

En 2004, Oakwood celebró un acuerdo de subcontratación con Science Applications International Corp. (SAIC) a través del programa Unified NASA Information Technology Services (UNITeS).   Al asociarse para ofrecer soporte de tecnología inalámbrica en Oakwood, cumplimiento de auditorías de certificación ISO 9002, capacitación en ingeniería de redes, capacitación por contrato federal y desarrollo de laboratorios de recursos humanos, Oakwood y SAIC han podido brindar a los estudiantes y graduados de Oakwood pasantías empresariales y STEM, así como pasantías parciales y parciales. trabajo de tiempo completo, generando negocios continuos para la comunidad de Oakwood y al mismo tiempo apoyando a la industria espacial.  
En 2009, Oakwood fue la primera HBCU en firmar el acuerdo de firma Mentor-Protégé de la NASA con SAIC. A través del acuerdo de tres años, SAIC continuó brindando a Oakwood mejoras tecnológicas, gestión de contratos y soporte de administración de empresas y también comenzaría a ofrecer pasantías técnicas y de ingeniería a los estudiantes.   Para 2015, Oakwood había celebrado contratos similares con Boeing, Leidos y Honeywell, entre otros. 

## Actividades estudiantiles
Hay más de 30 clubes y organizaciones en el campus. 

### Grupos musicales
The Aeolians, el principal conjunto itinerante de la Universidad de Oakwood, fue fundado en 1946 por la exprofesora Dra. Eva B. Dykes.  Este coro tiene entre 45 y 60 miembros de diversas disciplinas y el grupo viaja a nivel nacional e internacional como embajadores musicales de la universidad. El coro ha visitado Rumania, Gran Bretaña, Polonia, Jamaica y Bermuda, entre otros lugares. El grupo también ha actuado en la Casa Blanca para el presidente Bill Clinton y en el Kennedy Center, ambos en Washington D. C. Otros conjuntos musicales en el campus incluyen los coros de góspel Dynamic Praise, Voices of Triumph, el grupo Serenity, ganadores de la primera temporada de "Making Concurso de reality show "El Grupo". La Universidad de Oakwood es conocida por su legado de buena música. En 2010, un grupo vocal con sede en Oakwood, Committed, ganó el concurso televisivo a capella The Sing-off.  En 2017, el coro fue nombrado Coro del Mundo en el Festival Nacional de Música Eisteddfod de Gales.  El grupo aparece en la grabación y el video de Jacob Collier de 2019 de la canción All Night Long (All Night) de Lionel Richie. 

### Competiciones académicas
En el Torneo del Campeonato Nacional Honda Campus All-Star Challenge 2008 en Orlando, Florida, los miembros del equipo de la Universidad de Oakwood se llevaron a casa el trofeo. Esta competencia contó con 64 equipos de colegios y universidades históricamente negros de todo el país. Además de ganar el campeonato, la Universidad de Oakwood recibió una subvención de 50.000 dólares de la American Honda Motor Company. Tanto el equipo de concurso como el de baloncesto ajustaron sus horarios de juego para no jugar el sábado, el día observado como sábado (la Universidad de Oakwood es una institución adventista del séptimo día), y ambos equipos aun así emergieron como campeones sobre la Universidad Estatal de Alcorn. En el Torneo del Campeonato Nacional Honda Campus All-Star Challenge 2009, el equipo, liderado por la capitana Alesis Turner, volvió a ser nombrado campeón (el equipo jugó en las rondas finales contra la Universidad Central de Carolina del Norte). En 2017, Oakwood ganó por tercera vez el Torneo HCASC, derrotando a la Universidad Estatal de Bowie en la final sin perder un juego en todo el torneo. 2017 marcó la 28.ª temporada del torneo. La escuela se une a la Universidad de Tuskegee, la Universidad Florida A&M y Morehouse College, como las únicas escuelas en ganar campeonatos consecutivos en HCASC. 

## Atletismo
Los equipos deportivos de Oakwood se llaman Embajadores y Damas Embajadoras. La universidad es miembro de la Asociación Nacional de Atletismo Intercolegial (NAIA) y compite principalmente en la Conferencia Atlética de la Costa del Golfo (GCAC) desde el año académico 2022-23.  Las Embajadoras y las Damas Embajadoras compitieron previamente como miembros de la Asociación Atlética Universitaria de los Estados Unidos (USCAA) hasta después del año escolar 2021-22. 
Oakwood compite en cinco deportes universitarios interuniversitarios: los equipos masculinos incluyen baloncesto y fútbol; mientras que los equipos femeninos incluyen baloncesto, fútbol y voleibol. Los deportes anteriores incluían béisbol y softbol.

### Intramuros
La universidad también ofrece varias actividades deportivas intramuros. 

### Múdate a la NAIA
El 20 de enero de 2022, Oakwood recibió una invitación para unirse al GCAC, junto con Wiley College y el regreso de Southern University en Nueva Orleans, a partir de julio de 2022.  El GCAC es una conferencia atlética afiliada a la NAIA.

### Baloncesto masculino
El equipo de baloncesto masculino Ambassadors ganó el Campeonato Nacional USCAA 2008 en la primera temporada del equipo como miembro de la asociación. Los Embajadores ganaron su segundo Campeonato Nacional de la División I de la USCAA en marzo de 2012 contra Rochester College, y el tercero en marzo  2016. La universidad se convirtió en la primera facultad o universidad en Alabama en ganar tres campeonatos de baloncesto masculino cuando los Ambassadors derrotaron a Concordia College para ganar el Campeonato Nacional de la División I de la USCAA 2016.  El equipo de baloncesto masculino Ambassadors ganó el cuarto título de la universidad en 2019 con una victoria 58-57 contra Bluefield State. 

## Colegios Adventistas en el Extranjero
Adventist Colleges Abroad es un programa que permite a los estudiantes de Oakwood pasar tiempo estudiando en universidades adventistas fuera de los Estados Unidos mientras obtienen créditos para el título que están cursando en Oakwood. 

## Directores y presidentes
Todos los que sirvieron entre 1896 y 1917 fueron directores. Todos los que figuran a continuación eran presidentes. 
- Solón Marqués Jacobs, 1896–1897
- Henry S. Shaw, 1897–1899
- Benn Eugenio Nicola, 1899–1904
- Fred R. Rogers, 1904-1905
- Granville H. Baber, 1905-1906
- Walter James Blake, 1906-1911
- Clarence Jesse Boyd, 1911-1917
- James I. Beardsley, 1917-1923
- José A. Tucker, 1923–1932
- Frank Loris Peterson, 1945-1954
- Garland Jefferson Millet, 1954-1963
- Addison Vastapha Pinkney, 1963-1966
- Frank W. Hale hijo, 1966-1971
- Calvin B. Rock, 1971–1985
- Benjamín F. Reaves, 1985–1996
- Delbert W. Baker, 1996–2010
- Leslie N. Pollard, 2010-presente

## Otras lecturas
- Oakwood! A Vision Splendid, Mervyn A. Warren (1996)
- Warren, Mervyn A. (2010). Oakwood! A Vision Splendid Continues. Collegedale, Tennessee; College Press. Consultado el 25 de febrero de 2022.
- A Place Called Oakwood, Benjamin J. Baker